# Cordillera de Trialeti
La cordillera de Trialeti (en georgiano: თრიალეთის ქედი) es una cadena montañosa este-oeste de las montañas del Cáucaso Menor en la parte central de Georgia. El borde oriental de la cordillera discurre a lo largo de la frontera occidental de Tiflis, mientras que el borde occidental se encuentra a lo largo del río Mtkvari, al suroeste de Borjomi. La longitud de la cordillera Trialeti es de 144 kilómetros y el ancho máximo es de 30 kilómetros. La cordillera fue construida por la actividad volcánica durante el período Paleógeno.

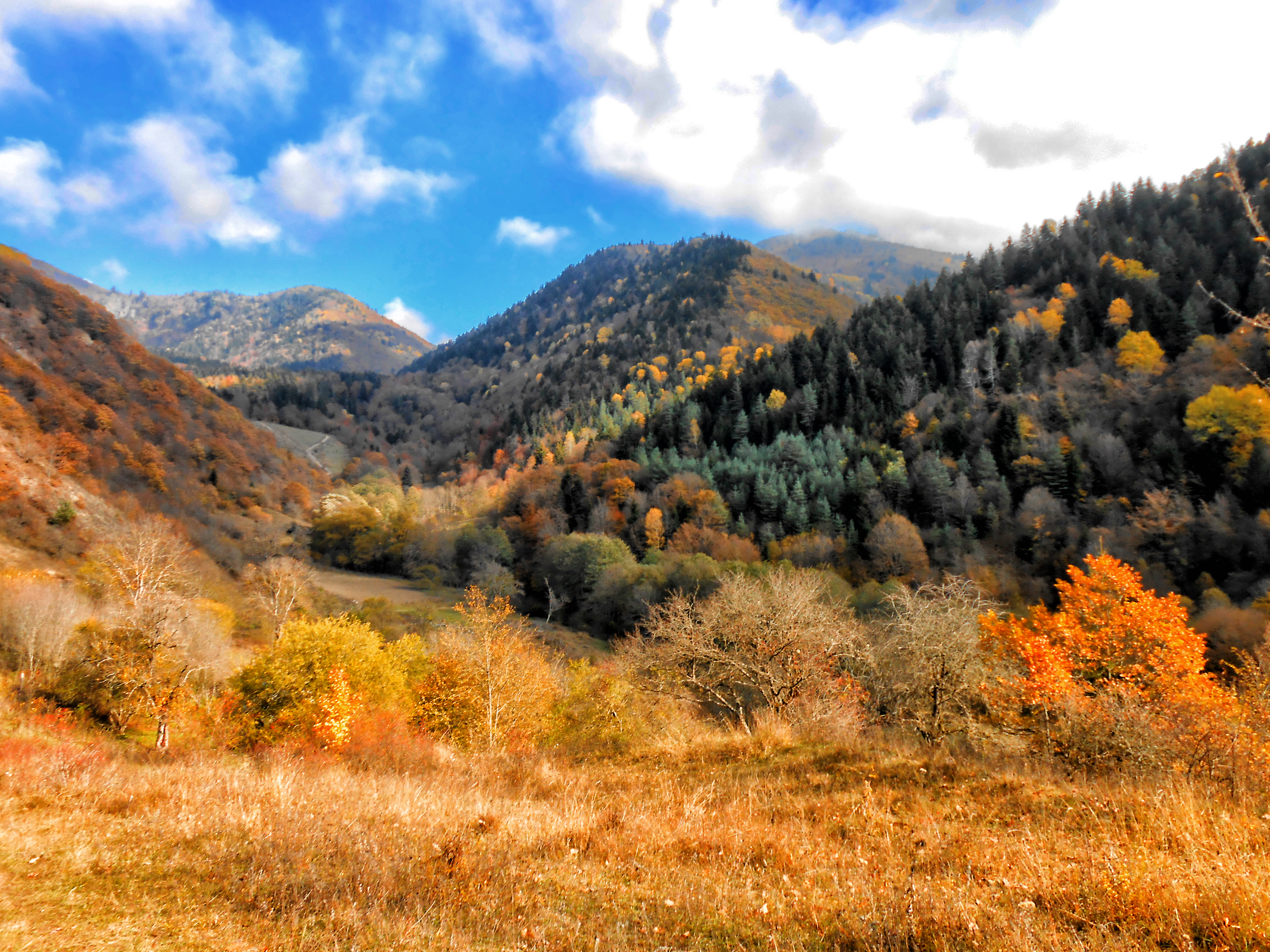
Vista de la cordillera Trialeti.

Los jóvenes flujos de lava andesita son comunes en la parte occidental de la cordillera. El punto más alto es el monte Shaviklde (que significa «Acantilado Negro» en georgiano) a una altitud de 2.850 metros sobre el nivel del mar. Las laderas de la cordillera están cubiertas principalmente por bosques de hoja caduca formados por robles, hayas y carpinus. Las partes occidentales de Trialeti están cubiertas por bosques de coníferas y mixtos formados por abetos, abetos, picea orientalis, hayas y robles. Las laderas sur están cubiertas de prados.
En la parte norte de la cordillera, en la región de Shida Kartli, Georgia, a 55 km al oeste de Tiflis, al final de un desfiladero cortado por una corriente, se encuentra el monasterio de Kvatajevi, fundado en los siglos XII y XIII, situado cerca del pueblo de Kvatajevi,  protegido en tres lados por empinadas laderas de montañas. 